# هيرواكي نامبو
هيرواكي نامبو (باليابانية: 難波 宏明) (9 ديسمبر 1982 في أوكاياما في اليابان – )؛ هو لاعب كرة قدم ياباني سابق كان يلعب كمهاجم.

## وصلات خارجية
- هيرواكي نامبو على موقع رابطة كرة القدم اليابانية للمحترفين (اليابانية)
- هيرواكي نامبو على موقع قاعدة بيانات كرة القدم.إي يو (الإنجليزية)
- هيرواكي نامبو على موقع Soccerway.com (الإنجليزية)
- هيرواكي نامبو على موقع عالم كرة القدم.نت (الإنجليزية)